# Médaille Liebig

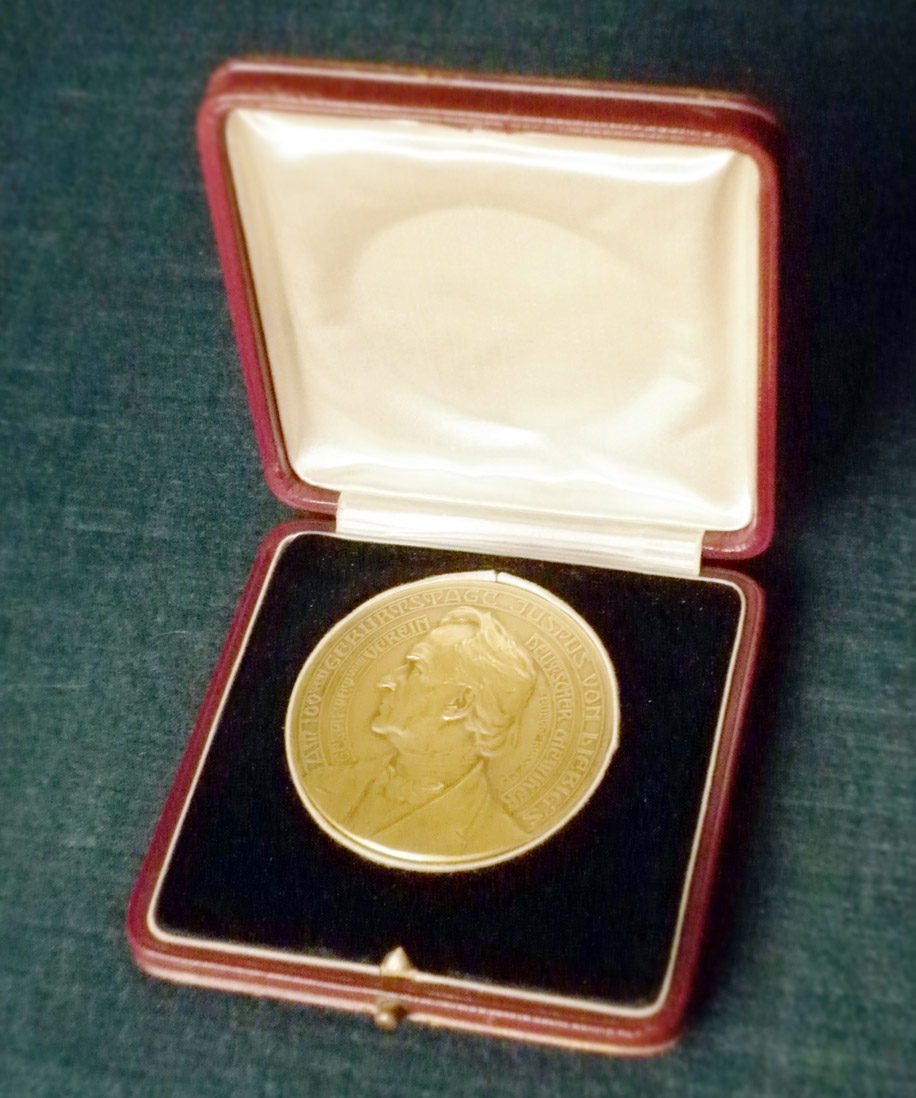
Médaille Liebig, 1904

La médaille Liebig (en allemand : Liebig-Denkmünze) est une distinction décernée par l'Association des chimistes allemands (Verein Deutscher Chemiker) en 1903 pour célébrer le centenaire de Justus von Liebig. Depuis 1946, elle est décernée par la Société des chimistes allemands (de) (Gesellschaft Deutscher Chemiker, GDCh).

## Histoire

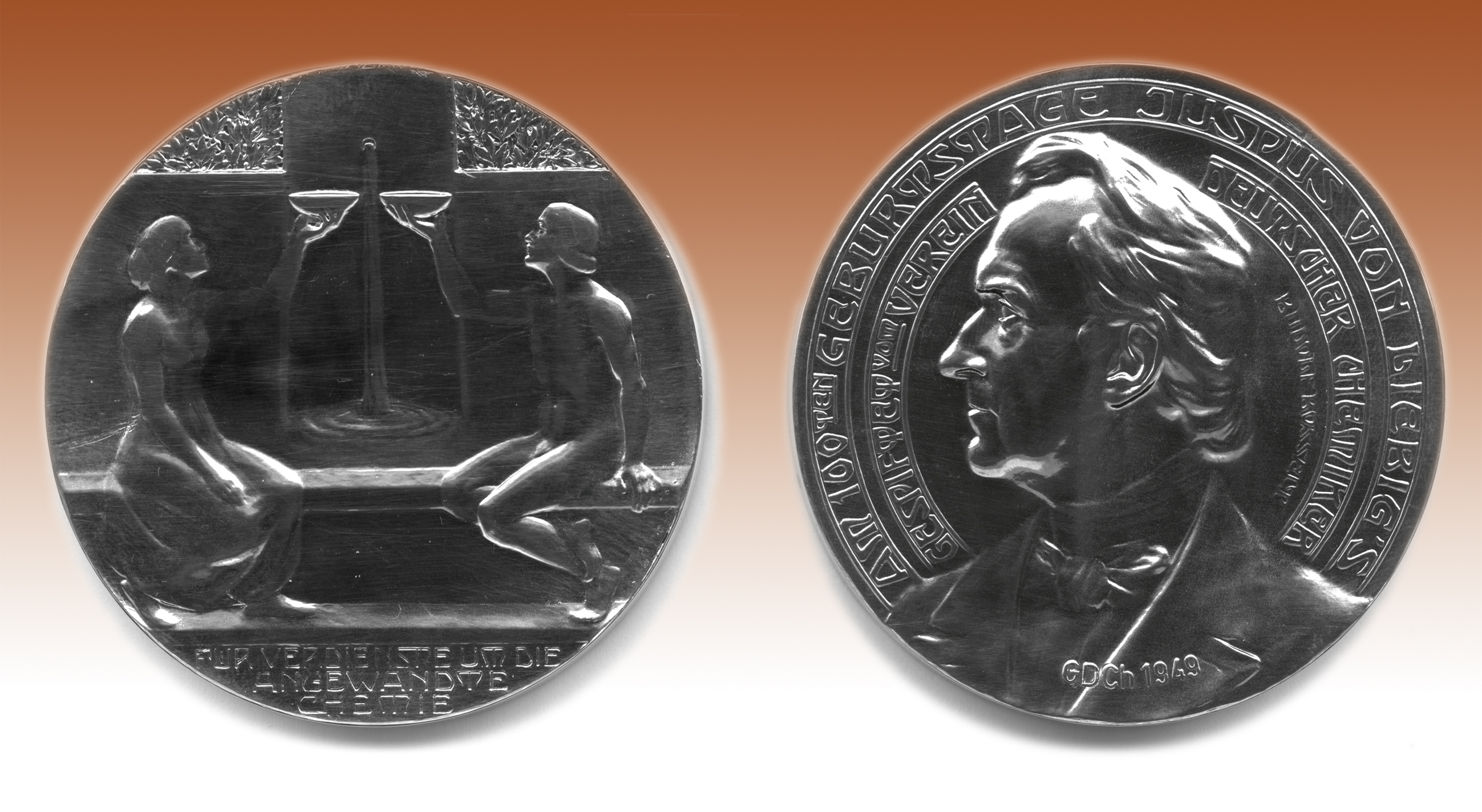
Médaille Liebig

La médaille a été créée le 12 mai 1903 pour célébrer le centenaire de la naissance du chimiste allemand Justus von Liebig.

## Lauréats
- 1903 : Adolf von Baeyer
- 1904 : Rudolf Knietsch
- 1905 : Eduard Buchner
- 1907 : Adolph Frank[1]
- 1908 : Otto Schönherr
- 1909 : Otto Schott
- 1911 : Paul Ehrlich
- 1912 : Carl Harries
- 1913 : Emil Ehrensberger
- 1914 : Fritz Haber
- 1919 : Carl Bosch
- 1921 : Max Planck
- 1922 : Wilhelm Normann
- 1924 : Max Schroeder
- 1925 : Gustav Tammann (en)
- 1926 : Robert-Emanuel Schmidt
- 1927 : Fritz Raschig
- 1928 : Friedrich Bergius
- 1929 : Hans Fischer
- 1930 : Otto Ruff
- 1931 : Friedrich Emich (en), Ida Noddack et Walter Noddack
- 1933 : Adolf Spilker
- 1934 : Ferdinand Flury
- 1935 : Walther A. Roth et Karl Ziegler
- 1936 : Gustav F. Hüttig
- 1937 : Ernst Späth
- 1938 : Eduard Zintl (en)
- 1940 : Otto Hönigschmid
- 1950 : Erich Konrad
- 1951 : Wilhelm Klemm (de)
- 1953 : Wilhelm Moschel
- 1955 : Feodor Lynen
- 1956 : Heinrich Hock
- 1957 : Friedrich A. Paneth
- 1958 : Gerhard Schramm
- 1960 : Georg-Maria Schwab
- 1961 : Rolf Huisgen
- 1964 : Günter Scheibe
- 1965 : Wilhelm Husmann
- 1967 : Erich Thilo
- 1969 : Oskar Glemser
- 1972 : Hans-Werner Kuhn
- 1973 : Leopold Horner
- 1976 : Horst Pommer
- 1980 : Ernst Ruch
- 1981 : Armin Weiss
- 1983 : Dieter Oesterhelt
- 1984 : Ulrich Schöllkopf
- 1986 : Rolf Appel
- 1987 : Gerhard Ertl
- 1989 : Meinhart Zenk
- 1991 : Kurt Issleib
- 1993 : Reinhard W. Hoffmann
- 1994 : Wolfgang Beck
- 1996 : Werner Kutzelnigg
- 1998 : Helmut Schwarz
- 2000 : Reinhart Ahlrichs
- 2002 : Hans Wolfgang Spiess
- 2004 : Arndt Simon
- 2006 : Herbert Mayr
- 2008 : Wolfgang Krätschmer
- 2010 : Joachim Sauer, Berlin
- 2012 : Walter Thiel (en), Mülheim a.d. Ruhr
- 2014 : Hans-Ulrich Reissig, Berlin
- 2016 : Markus Antonietti, Potsdam
- 2018 : Wolfgang Schnick, München
- 2020 : Herbert Waldmann[2], Dortmund
- 2022 : Claudia Felser, Dresden
- 2024 : Katharina Landfester, Darmstadt[3]